# زندان ایالتی سان کوئنتین

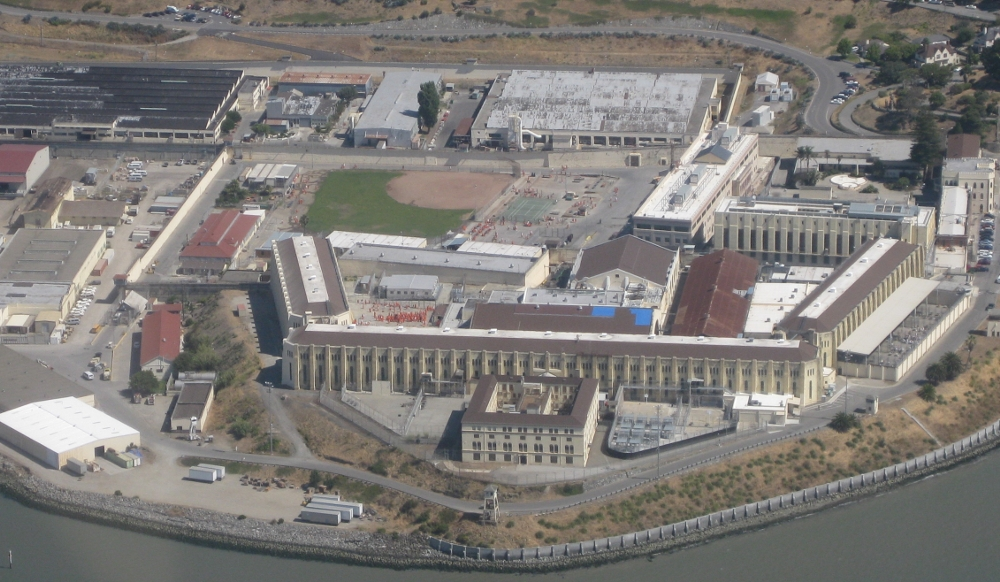
زندان ایالتی

زندان ایالتی سان کوئنتین (انگلیسی: San Quentin State Prison) زندانی ویژه مردان است که در جنوب سان فرانسیسکو واقع در محدوده ثبت‌نشده شهر سان کوئنتین در شهرستان مارین قرار دارد.
در ژوئیه ۱۸۵۲ آغاز به کار کرد و قدیمی‌ترین زندان واقع در کالیفرنیا است. این زندان دارای اتاق گاز برای اعدام است اما از سال ۱۹۹۶ به بعد به جای آن از تزریق کشنده در صورت صدور حکم اعدام استفاده می‌کند.